# Lärarnas riksförbund

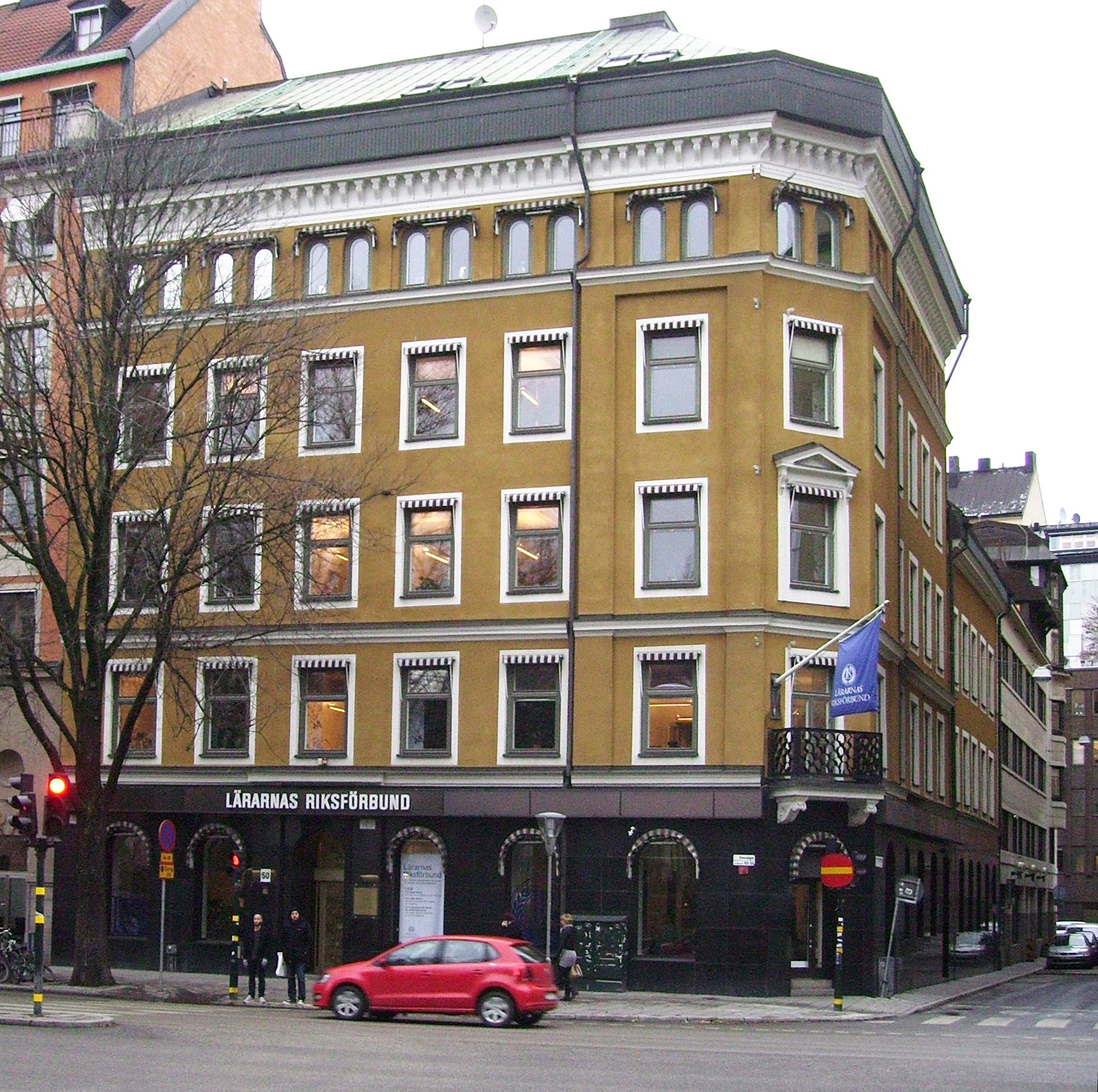
Lärarnas riksförbunds kontor på Sveavägen 50 i Stockholm.

Lärarnas Riksförbund (LR) var ett svenskt fackförbund för legitimerade lärare och studie- och yrkesvägledare i lärar- eller studie- och yrkesvägledareutbildning inom grundskolan, gymnasiet, högskolan samt vuxenutbildningen. Även den som studerade för att bli lärare kunde bli medlem. Förbundet hade drygt 90 000 medlemmar och ingick i akademikerorganisationen Saco samt i Offentliganställdas förhandlingsråd. Förbundet uppgick den 1 januari 2023 i Sveriges Lärare.
För anslutning krävdes akademisk lärarexamen med minst fyra års utbildning samt lärarlegitimation. Förbundet var ett utpräglat yrkesförbund och inte ett branschförbund och företrädde de professionella lärarna och vägledarna i grundskola och gymnasieskola samt i vuxenutbildningen. Förbundet organiserade inte skolledare.
Sedan kongressen 2008 arbetade Lärarnas Riksförbund för ett ökat statligt ansvar för skolan i Sverige.

## Historik
Lärarnas Riksförbund hade sitt ursprung i Svenska lärarsällskapet, som bildades 1884. Sällskapet skulle vara "ett föreningsband mellan lärare vid de allmänna läroverken" och verka för undervisningens, läroverkens och lärarnas bästa. År 1913 ombildades lärarsällskapet till Läroverkslärarnas riksförbund, vilket namnändrades 1964 till Lärarnas Riksförbund.
År 1989 tog Lärarnas Riksförbund ut sina medlemmar i strejk för att protestera mot förslaget om kommunaliseringen av skolan i Sverige. Sedan förbundets kongress 2008 drev Lärarnas Riksförbund frågan om ett ökat statligt ansvarstagande för skolan med sikte på ett förändrat huvudmannaskap.
År 1992 beslutade kongressen att förbundet skulle arbeta för införandet av en legitimation för lärare. 2011 beslutade riksdagen att en statligt utfärdad sådan skulle införas.
Den 31 december 2022 upphörde Lärarnas Riksförbund för att 1 januari 2023 tillsammans med Lärarförbundet bilda det nya förbundet Sveriges Lärare.

## Verksamhet
Lärarnas Riksförbund var en av arrangörerna av mötesplatsen Skolforum för lärare, skolledare och andra inom skolvärlden, tillsammans med Lärarförbundet, Föreningen svenska läromedel, Sveriges skolledarförbund och Stockholmsmässan.
Sedan 2008 anordnade Lärarnas Riksförbund årligen Skolans dag.
Lärarnas Riksförbund gav ut tidningen Skolvärlden.

## Studentverksamhet
LR stud var Lärarnas Riksförbunds studerandeförening. Med närmare 20 000 medlemmar utgjorde LR stud cirka en femtedel av Saco studentråd och hade en adjungerad representant i Lärarnas Riksförbunds förbundsstyrelse.

## Ordförande Svenska Lärarsällskapet 1884-1913
- 1884-1887: Ragnar Törnebladh
- 1887-1890: C. A. Lundberg. Carl von Friesen valdes men avsade sig ordförandeskapet direkt efter valet
- 1890-1893: G. F. Giljam
- 1893-1896: Carl von Freisen
- 1896-1903: G. Sjöberg
- 1903-1912: E. Schwartz
- 1912-1913: Knut Bohlin

## Ordförande Läroverkslärarnas Riksförbund/Lärarnas Riksförbund 1913-2022
- 1913-1918: Knut Bohlin
- 1918-1921: Gustav Malme
- 1921-1927: Nils Jaq Anjou
- 1927-1930: G. A. Lené
- 1930-1939: Hugo Grimlund
- 1939-1942: Sven Norrbom
- 1942-1945: Torsten Wetterblad
- 1945-1948: Ernst Söderlund
- 1948-1952: Gustav Lidberg
- 1952-1953: Erik Nordell
- 1953-1954: Thorbjörn Eliasson
- 1954-1956: Sigvard Magnusson
- 1956-1962: Sven J:son Lundquist
- 1962-1968: Olle Anderberg
- 1968-1974: Per Olof Anveden
- 1974-1980: Göran Karlin
- 1980-1994: Ove Engman
- 1994-1996: Thérèse Larsson
- 1996-2000: Tomas Johansson
- 2000–2013: Metta Fjelkner
- 2013–2016: Bo Jansson
- 2016–2022: Åsa Fahlén

## Facklig anslutning (gymnasielärare)
De flesta gymnasielärare i Sverige var fackligt organiserade i Lärarförbundet eller Lärarnas Riksförbund, nu i Sveriges Lärare. Åren 2017-2019 låg gymnasielärarnas fackliga organisationsgrad i intervallet 84-87 procent, varav i offentlig sektor 83-88 procent och i privat sektor 85-87 procent. Bland inrikes födda gymnasielärare var organisationsgraden 85-88 procent och bland utrikes födda 76-84 procent. Åren 2001-2003 var cirka 89-92 procent av gymnasielärarna fackligt anslutna.